# Barry Hulshoff
Bernardus Adriaan „Barry” Hulshoff (ur. 30 września 1946 w Deventer, zm. 16 lutego 2020) – holenderski piłkarz grający na pozycji obrońcy. W reprezentacji Holandii rozegrał 14 meczów i strzelił 6 goli. Przez jedenaście lat był zawodnikiem Ajaksu Amsterdam. Sześciokrotnie triumfował z nim w rozgrywkach o mistrzostwo kraju i trzykrotnie w Pucharze Mistrzów. W 1988 roku tymczasowo prowadził pierwszą drużynę Ajaksu i w tym czasie dotarł z nią do finału Pucharu Zdobywców Pucharów, w którym zespół przegrał 0:1 z KV Mechelen.

## Sukcesy piłkarskie
- mistrzostwo Holandii 1967, 1968, 1970, 1972, 1973 i 1977, Puchar Holandii 1970, 1971 i 1972, Puchar Mistrzów 1967, 1971, 1972 i 1973, finał Pucharu Mistrzów 1969, Superpuchar Europy 1972 i 1973 oraz Puchar Interkontynentalny 1972 z Ajaksem Amsterdam

W reprezentacji Holandii od 1971 do 1973 roku rozegrał 14 meczów i strzelił 6 goli – kontuzja wyeliminowała go z udziału w mistrzostwach świata 1974.